# Psałterz Dagulfa

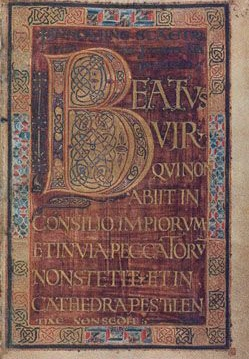
Inicjał psalmu 1

Psałterz Dagulfa, zwany też Złotym Psałterzem Karola Wielkiego – karoliński iluminowany psałterz z końca VIII wieku. Znajduje się w zbiorach Austriackiej Biblioteki Narodowej (sygnatura Cod. 1861).
Manuskrypt ma wymiary 192×120 mm. Pisany jest na pergaminie, atramentem w kolorze złotym, minuskułą karolińską. Psalmy podzielone są na trzy części, po 50 psalmów każda, rozpoczynające się ozdobnym inicjałem. Pierwszy inicjał umieszczony został na purpurowym tle, zaś drugi i trzeci na niebieskim. Przed psalmem 1 znajduje się karta z umieszczonym w ramce incipitem, pisanym archaizowaną kapitałą. Oryginalna oprawa księgi, wykonana z kości słoniowej, została zdjęta i znajduje się obecnie w paryskim Luwrze.
Księga została wykonana ok. 795 roku dla Karola Wielkiego. Jej nazwa pochodzi od imienia skryby, umieszczonego w pierwszym z dwóch otwierających manuskrypt poematów dedykacyjnych. Drugi poemat zawiera dedykację od Karola Wielkiego dla papieża Hadriana I. Jest jednak mało prawdopodobne, iż psałterz kiedykolwiek dotarł do Rzymu, Hadrian zmarł bowiem w 795 roku i nie mógł go otrzymać. Dalsze dzieje manuskryptu są nieznane aż do 1065 roku, kiedy to cesarz Henryk IV podarował go arcybiskupowi bremeńskiemu Adalbertowi. Przechowywany był w katedrze św. Piotra w Bremie do XVII wieku, kiedy to cesarz Leopold I zabrał go do Wiednia.